# 河内 (戦艦)
河内(かわち/かはち)は、日本海軍の戦艦。艦名は、幕末期の汽船「河内丸」に続いて2代目で、「河内国」に由来する。

## 概要
河内型戦艦1番艦である。姉妹艦は「摂津」(旧字体では攝津)。河内型戦艦は、日本海軍が最初に保有した弩級戦艦である。長官公室には楠木正成(大楠公)の像が飾られていた。1918年(大正7年)7月12日、火薬庫爆発事故により爆沈した。

## 艦型
艦型は薩摩型戦艦安芸の拡大発展型で、30cm(12インチ)連装砲塔6基12門を装備するが、砲塔の全てが船体の中心線上に配置されていない。このため片舷に向けられる主砲は8門であった。また当時の予算の都合と軍令部長東郷平八郎の意見により、艦前後のみ50口径12インチ連装砲塔とし、中央部の4基は45口径12インチ連装砲塔とした。
同型艦摂津との識別点として河内の艦首は直線型艦首であり、一方摂津のそれはクリッパー型だった。摂津の艦首をクリッパー型に変更すると決定した時、河内は既に工事が進行していたため変更は困難で、直線艦首のままとされた。また主機であるカーチス式タービンは川崎造船所で製造された。安芸に対して機関部を強化して約1,000馬力増大しており、排水量は1,000～1,500トン増えたにもかかわらず「安芸」と同等の速力を維持できた。

## 艦歴

### 建造
日露戦争直後の明治40年度の計画により建造された戦艦2隻のうちの1隻。計画時の名称は伊号戦艦(伊號戦艦)。1909年(明治42年)2月12日、伊号戦艦を部内限りで河内と命名する。4月1日、横須賀海軍工廠にて午前8時20分に起工(キール据え付け)した。9月2日、裕仁親王(のちの昭和天皇。当時8歳)、雍仁親王・宣仁親王が上村彦之丞横鎮長官等の案内で横須賀軍港を見学、建造中の河内を訪れた。1910年(明治43年)10月15日、午後2時8分に河内は進水した。同日正式に河内と命名された。進水式には明治天皇が臨席した。1912年(明治45年)3月31日、河内が竣工し、海軍に引き渡された。起工から竣工まで約3年をかけたことになる。河内建造の予算は明治44年度までで、竣工はその期限ぎりぎりだった。

### 明治45年/大正元年（1912年）
竣工翌日の4月1日附で第一艦隊に編入、整備や補給をした後の4月22日に作業地へ向け出港した。5月24日、第一艦隊旗艦を香取から河内に変更。
同年(大正元年)11月10日、大正天皇皇太子(のち昭和天皇。当時11歳)が第一艦隊に行啓する。午前11時、皇太子は御召艦平戸から河内(第一艦隊旗艦、出羽重遠司令長官)に乗艦、第一艦隊赴任の挨拶をおこなう。皇太子は同年9月9日、皇族身位令第17条により近衛歩兵第1連隊附及び第一艦隊附の陸海軍少尉に任官していた。正午、皇太子は河内から平戸に戻った。
11月12日、横浜沖合で観艦式がおこなわれる。観艦式終了後、河内には東伏見宮依仁親王が派遣された。

### 大正2年（1913年）
1913年(大正2年)2月4日、河内の後部砲塔上に(比叡用の)110cm探照灯を臨時装備し実用実験をするよう訓令が出され、同年中はその実験を行った。探照灯は11月27日撤去の訓令が出された。
2月10日、河内(旗艦)、鞍馬、摂津、敷島、生駒、鹿島の6隻は打狗を出港し、油頭、厦門に寄港し、17日馬公に帰着。21日、河内(旗艦)、摂津、敷島、生駒、鹿島の5隻は馬公を出港し(鹿島は馬公に戻り、後に佐世保ヘ)、4隻は舟山島に停泊し、28日佐世保に帰着した。
4月11日、河内(旗艦)、摂津、敷島、生駒の4隻は仁川を出港、北清方面を航海し
15日大連、16日旅順に寄港、19日旅順を出港し、22日鎮海に帰着した。
7月14日、第一艦隊旗艦を敷島へ変更し、22日河内に復帰。
10月11日、土崎港雄物川河口で上陸員を乗せた河内の第1カッターが転覆した。天候に問題は無かったが、後部から波を受け艇尾が持ち上がり舳先が左を向いた所に更に後方から波が寄せ、右舷に回転し転覆した。河内の他のカッターや敷島のカッターなどで直ちに救助が行われたが、乗艇54名中泳げない者を中心に7名死亡、1名行方不明(21日に死体発見)となった。
11月10日、横須賀沖の東京湾で恒例観艦式が行われた。この観艦式は日本海軍初めての移動式観艦式で、第一艦隊旗艦だった河内は艦隊の先頭で陣形運動の展示を行い、受閲開場では第1列の1隻目の位置に停泊した。

### 大正3年（1914年）
1913年12月1日、第一艦隊から除かれ、旗艦は河内から金剛へ変更された。河内は横須賀鎮守府艦隊に所属、1914年(大正3年)3月19日からは鎮守府艦隊旗艦となる予定だった。

#### 第一次世界大戦
8月10日、第一艦隊に編入された。8月に日本がドイツに宣戦布告、第一次世界大戦に参戦すると河内も8月から9月にかけて東シナ海や黄海の警備に従事した。8月29日河内は神通丸と佐世保を出港、9月4日佐世保に帰着した。9月12日、河内は摂津(旗艦)、薩摩、安藝、巡洋艦、駆逐艦などの第一艦隊の艦と再び佐世保を出港、18日佐世保に帰着した。

### 大正4年（1915年）
1915年(大正4年)9月、楠木正成(大楠公)座像と四条畷神社真景額寄贈の申し出があり、受理される。9月5日、大楠公像は横須賀停泊中の河内に安置された。
10月18日から11月1日まで第7回海軍大演習が行われ、河内の属する第一艦隊は青軍に参加した。12月4日に横浜沖で特別観艦式が行われ、河内は第1列の3隻目に停泊した。

### 大正5年（1916年）
1915年12月16日、第一艦隊旗艦を摂津から河内に変更。1916年(大正5年)2月22日、第一艦隊旗艦を河内から扶桑へ変更した。
10月25日に横浜沖の東京湾で(第2回)恒例観艦式が行われ、河内は第一艦隊第一戦隊の4番艦として機動運動の後、第1列の4隻目に停泊した。

### 大正6年（1917年）
1916年12月1日、第一艦隊第一戦隊から除かれた。大正6年度は予備艦として横須賀軍港に在泊した。
1917年(大正6年)1月14日、横須賀軍港には河内以下日本海軍の艦艇多数(筑波、河内、生駒、榛名、金剛、津軽、山城等)が所在だった。同日午後3時15分、横須賀停泊中の「筑波」は火薬庫爆発事故により爆沈。河内・生駒・榛名・金剛等在泊各艦は救助作業に従事した。
1月17日、海軍砲術学校の教務のための砲塔使用が訓令され、以降、河内が予備艦の間は継続された。
大正6年度の恒例観艦式で河内が御召艦に予定されたが、この年に観艦式は行われなかった。

### 大正7年（1918年）
1917年12月1日、第一艦隊第二戦隊に編入、第二戦隊は河内と摂津の2隻編制となった。同日附で巡洋戦艦金剛副長等を歴任した正木義太大佐が河内艦長に任命される。12月2日、第二戦隊旗艦を鹿島(第三艦隊第五戦隊へ転出済)から河内に変更。当時の河内は第三予備艦から復帰したばかりで、寄せ集めの乗員の練度・素行共に問題があった。1918年(大正7年)3月12日、第二戦隊旗艦を河内から摂津へ変更。

#### 喪失
7月12日、徳山湾には第一艦隊各艦(山城、扶桑、伊勢、摂津、河内、利根、他駆逐艦)が停泊していた。天候は不良、暴風雨で視界は極めて悪かった。
15時51分頃、右舷1番砲塔付近で小爆発、続いて大爆発が起こった。艦内中甲板に高温のガスが走り、1番砲と3本の煙突から火焔が吹き出て、前部マストが倒壊した。右舷舷側が約120フィートに渡り破壊され、艦は右舷に傾斜、その後急速に回転し約4分で転覆、傾斜120度(8月中旬で166.5度)で水深約12mの海底に着底した。爆発の原因は1番砲塔火薬庫にあった常用期限から5年過ぎた火薬の発火と後に推測されている。当時、河内の乗員は1,035名だった(傭人を除く)。
この事故により621名が殉職(7月18日午後8時現在で傭人9名を含む、その後7月20日に一等水兵1名死亡)、正木(河内艦長)は戦艦山城に救助された。皇太子(のち昭和天皇)は侍従武官及川古志郎海軍少佐を慰問のために派遣した。7月23日、2隻(摂津、河内)は第二戦隊から除かれ、健在の摂津は第一戦隊へ転出、第二戦隊は8月19日までは在役艦が無い書類上だけの隊となる。復旧は断念され、9月21日に除籍。艦艇類別表からも削除された。
その後、河内の船体は現場で解体された。解体は他の3海軍工廠の応援を受けて呉海軍工廠が行い、使用可能な兵器、機関、艤装品などを引き揚げ、解体した船体(鋼材)は呉海軍工廠での製鋼原料とする計画だった。楠木正成の座像や四條畷神社真景画も回収された。ただし船体が泥に埋まっていたため、約30パーセントの部材が放置された。
以下、河内沈没後の動きを記す。
- 1918年7月19日 - 河内事務所を山城から周防へ移転[135]。
  - 7月21日 - 河内遭難者合同葬儀を呉(第1練兵場[136])で執行[137][138]。
  - 7月26日 - 河内爆沈査問委員会事務所を周防艦内に設置[139]。横須賀で追弔会を執行[140]。
  - 8月5日 - 河内爆沈査問委員会事務所を呉鎮守府内に移転[141]。
  - 8月21日 - 河内事務所を徳山町内の無量寺に移転[142]。
  - 8月23日 - 河内引揚方法調査会事務所を呉海軍港務部へ移転[143]。
  - 9月15日 - 正木義太(河内艦長)の体調悪化、入院療養[122]。
  - 9月21日 - 河内、除籍[122]。
  - 9月30日 - 河内事務所の残務を徳山町無量寺旧河内事務所で行う[144]。
  - 10月3日 - 河内引揚方法調査委員会を呉海軍工廠へ引継ぎ解散[145]。
  - 10月22日 - 徳山町無量寺の事務所を閉鎖し、事務を徳山町内呉海軍工廠出張員事務所で行う[146]。
- 1919年1月31日 - 河内の残務を終了し、事務所閉鎖[147]

## 艦長
※『日本海軍史』第9巻・第10巻の「将官履歴」及び『官報』に基づく。
- 土山哲三 大佐：1911年11月1日 - 1912年12月1日 ＊兼横須賀海軍工廠艤装員(- 1912年4月1日)
- 中島市太郎 大佐：1912年12月1日 - 1913年12月1日
- 町田駒次郎 大佐：1913年12月1日 - 1915年12月13日
- 小山田仲之丞 大佐：1915年12月13日 - 1917年12月1日
- 正木義太 大佐：1917年12月1日 - 1918年9月21日[122]

## 慰霊碑

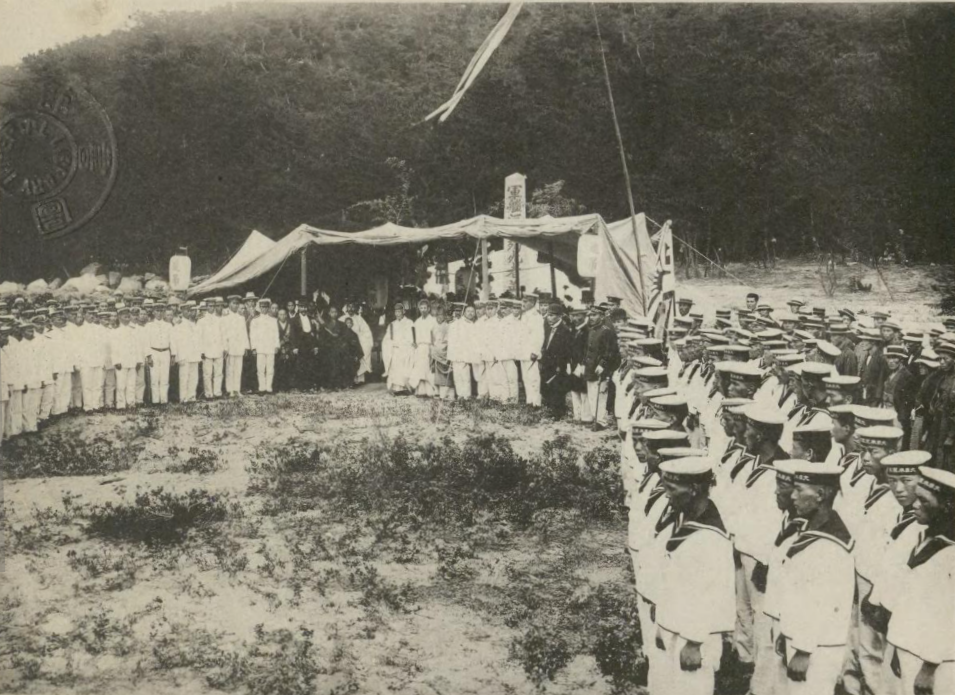
帝國軍艦河内殉難者英霊之碑の除幕式

1919年(大正8年)、山口県富田町の町長が発起人となり黒髪島と仙島の間の砂州（干渡）に「帝國軍艦河内殉難者英霊之碑」が建立され、事故から1年になる7月12日に除幕式が行われた。この日は徳山湾に第一艦隊が集結。式には山下大将、中山知事などが参列し、余興で下士官兵による相撲が行われた。
仙島干渡にある慰霊碑は10m近い高さがあり、その奥に納骨堂がある。第二次大戦後、地元の仏教団が福川の高州漁港から船で海を渡って毎年法要を営んでいる。仙島には船着場がないため、天候が悪いときは真福寺で法要が営まれている。70周忌には海上自衛隊も参列して海上慰霊祭が行われた。